# Bolchow

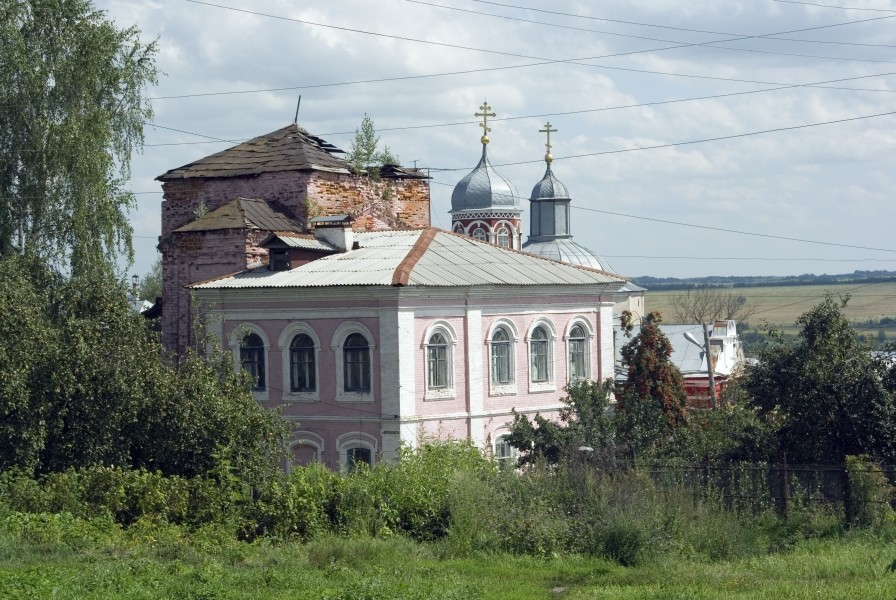
Bolchow

Bolchow (russisch Бо́лхов) ist eine russische Stadt in der Oblast Orjol, Föderationskreis Zentralrussland. Sie ist Verwaltungssitz des gleichnamigen Rajons und hat 11.421 Einwohner (Stand 14. Oktober 2010).

## Geographische Lage
Die Stadt liegt an der Mündung des Flüsschens Bolchowka in den Nugr, einen Nebenfluss der Oka, rund 60 km nördlich von Orjol und etwa 270 km südwestlich von Moskau.

## Geschichte
Bolchow – der Name leitet sich von dem Personennamen Bolch ab – ist seit dem 12. Jahrhundert bekannt und diente im 16. Jahrhundert als Festung an der Südgrenze des Moskauer Reiches. Am 29. Apriljul. / 9. Maigreg. und 30. Apriljul. / 10. Mai 1608greg. fand nahe dem Ort eine Schlacht zwischen den russischen Armeen unter der Führung von Fürst Dmitri Iwanowitsch Schuiski und dem polnischen Heer unter Pseudodimitri II. statt, die mit dem Sieg Polens endete und dem „Falschen Dmitri“ den Weg nach Moskau ebnete. 1778 wurde die Siedlung mit Stadtrechten versehen und entwickelte sich bis zum Ende des 19. Jahrhunderts zum Handelszentrum mit bedeutender Lederwarenindustrie.

### Bevölkerungsentwicklung
| Jahr | Einwohner |
| ---- | --------- |
| 1749 | 7.900     |
| 1781 | 5.300     |
| 1838 | 13.400    |
| 1897 | 21.446    |
| 1926 | 17.535    |
| 1939 | 12.681    |
| 1959 | 11.303    |
| 1970 | 13.283    |
| 1979 | 13.026    |
| 1989 | 13.071    |
| 2002 | 12.148    |
| 2010 | 11.421    |

Anmerkung: ab 1897 Volkszählungsdaten

## Wirtschaft und Verkehr
Heute sind die dominierenden Industriezweige Nahrungsmittelproduktion, Möbel- und Halbleiterfabrikation sowie Nutzhanfverarbeitung. Bolchow liegt an der wichtigen Autostraße R-92 von Orjol nach Kaluga.

## Sehenswürdigkeiten
Im historischen Stadtkern sind neben der imposanten Christi-Verklärungs-Kirche (Спасо-Преображенский собор/Spasso-Preobraschenski sobor, 1841–1851) die Dreifaltigkeitskirche (Троицкая церковь/Troizkaja zerkow, 1708) und die Georgskirche (Георгиевская церковь/Georgiewskaja zerkow) von Bedeutung. Außerhalb der Stadt beim Dorf Werchnjaja Monastyrskaja befindet sich das im 14. oder 15. Jahrhundert gegründete Optin-Kloster (Оптин монастырь/Optin monastyr), das in den 1930er-Jahren allerdings stark zerstört wurde.

## Söhne und Töchter der Stadt
- Alexander Satajewitsch (1869–1936), Ethnograph und Komponist
- Jewgeni Preobraschenski (1886–1937), Revolutionär